# Aurignaziano

Diffusione della cultura Aurignaziana.

L'aurignaziano indica una cultura del paleolitico superiore che si sviluppò in Europa, e in piccola parte anche nel sud-ovest asiatico, tra 47.000 e 26.000 anni da oggi, associata ai Primi esseri umani moderni europei (EEMH, da European early modern humans in inglese). Il nome deriva da quello della Grotta di Aurignac, nel dipartimento dell'Alta Garonna, nel sud-ovest della Francia.
L'Aurignaziano fu preceduto dal Musteriano e seguito dal Gravettiano.

## Etimologia e introduzione
Il concetto di cultura aurignaziana fu introdotto nel 1867 da Gabriel de Mortillet in occasione dell'allestimento espositivo al Musée des Antiquités Nationales a Saint-Germain-en-Laye, poco lontano da Parigi.
La datazione radiometrica dei reperti organici rinvenuti nella grotta di Aurignac, li posiziona tra 37.000 e 27.500 anni fa (datazione non calibrata). Una nuova ricalibrazione delle curve di datazione sposta l'inizio a un periodo compreso tra 40.000 o 47.000 anni fa.
Nel 1906 l'archeologo e antropologo francese Henri Breuil ripropose l'introduzione dell'Aurignaziano nella strutturazione delle culture paleolitiche e nel 1912 propose una sua ulteriore suddivisione in tre fasi:
- Aurignacien ancien (Aurignaziano antico o inferiore)
- Aurignacien typique (Aurignaziano tipico o medio)
- Aurignacien supérieur (Aurignaziano superiore)

## Descrizione

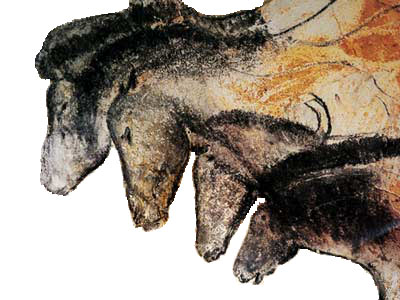
L'Aurignaziano è la prima cultura umana ad aver lasciato tracce di elaborata attività artistica. Immagini di cavalli selvatici della Grotta Chauvet.

Raschietto da Aurignac (Francia).

L'Aurignaziano è un grande complesso culturale, caratterizzato, per quanto riguarda l'industria litica, dalla produzione di utensili in schegge di pietra piuttosto che in lame; come parte di questo stile, le schegge venivano ritoccate per creare raschietti. Venivano prodotti anche punte di osso o corno lavorate, ma anche lame sottili e lamette ricavate da nuclei preparati, portato dai primi uomini in senso moderno che giungono in Europa, che si differenzia dalla produzione litica musteriana, associata ai Neanderthal.
Con l'Aurignaziano compaiono i primi manufatti di forma ben definita (punte di zagaglie, punteruoli, spatole, zappe) ricavati da materiali duri d'origine animale. Nell'Aurignaziano compaiono anche oggetti ornamentali, riti funerari complessi, oggetti decorati, manifestazioni d'arte figurativa. L'insieme delle evidenze archeologiche suggerisce anche attività non utilitarie. A questa cultura appartiene anche una delle antiche raffigurazioni di arte figurativa, la Venere di Hohle Fels, ritrovata nel settembre 2008 in una cava presso Schelklingen, un comune situato nel land del Baden-Württemberg, nel sud della Germania.
Restano controverse le ipotesi sulle relazioni tra le cultura neanderthaliane Musteriana e Castelperroniana, e quella Aurignaziana dei EEHM, soprattutto a causa della sovrapposizione dei reperti archeologici nei siti in cui è comprovata la presenza, anche in epoche diverse, delle due specie, che rende difficile la loro attribuzione ad una o all'altra specie.  Le principali ipotizzano che i Neanderthal svilupparono indipendentemente una propria cultura, materiale ed immateriale, che invece furono fortemente influenzati da quella dei Sapiens, o che acquisirono questi oggetti tramite scambi, furti o raccolta.

## Diffusione
Si ipotizza che l'Aurignaziano, la cultura più antica associata ai primi uomini moderni europei dalla generalità degli studiosi, abbia avuto origine in una zona compresa tra il mar Nero e il Vicino Oriente, e da lì si sia diffuso in Europa a seguito del suo popolamento da parte degli EEHM.
Generalmente l'evoluzione dell'Aurignaziano viene rappresentata distinguendo due macro-fasi:
- una fase protoaurignaziana e dell'aurignazianoa antico, compresa tra 47.000 e 38.000 anni dal presente (BF - Before Present in inglese);
- una fase che comprende la fase classica e recente dell'aurignaziano, compresa tra 38.000 e 26.000 anni BF.

Uno studio del 2024 ipotizza che l'espansione degli EEHM in Europa fu fortemente condizionata dal clima, e dai suoi repementi mutamenti, con un primo cauto poplamento avvenuto tra i 45.000 e 39.000 arrestato da repentini cambiamenti climatici, che impattarano negativamente sulla demografia degli EEHM, che si stima passarono da 60.000 individui a 35.000, ed un successiva fase tra i 39.000 e 37.000 anni BF, in cui si assiste ad una rapida crescita della popolazione, fino ad un massimo stimato di 100.000, favorito da un maggior adattamento ai climi rigidi europei. La diffusione degli EEHM sarebbe stata del tipo a ventaglio, che partendo dall'ipotetico centro, mar nero e vicino oriente, si sarebbe espanso verso la pianura Ucraina, li Balcani, l'Italia e la Francia, seguendo i percorsi dei principali fiumi, Dniester, Danubio, Po e Rodano. L'ipotesi si basa sulle evidenze archeologiche note ricavabili dai siti dell'Aurignaziano, con l'eccezione del sito di  Lapa do Picareiro in Portogallo, che risale a 37.000 anni BP, in un'epoca posteriore a quella ipotizzata dal modello demografico posto alla base dello studio.

### Italia
In Italia le prime testimonianze di popolazioni EEMH risalngono al Proto-aurignaziano attorno a 40 000  anni fa nel Veneto e in Liguria.
Nel sito archeologico di grotta di Fumane in provincia di Verona, è stato ritrovato un dente datato a circa 41 000 anni fa che, sottoposto ad analisi del DNA, si è dimostrato appartenuto ad un uomo moderno, uno dei più antichi resti umani ritrovati in Europa in un contesto di reperti di tipo protoaurignaziano.
Il sito archeologico dei Balzi Rossi in Liguria è stato frequentato sia dai Neanderthal che dai Sapines, con l'evidenza che le più antiche frequentazioni umane risalgono al protoaurignaziano, tra 44.000 e 41.000 anni dal presente.